# Nomascus siki
O gibão-de-bochechas-brancas-do-sul (Nomascus siki) é uma das 7 espécies de Nomascus. Antigamente foi classificado como uma subespécie de Nomascus leucogenys e de Nomascus gabriellae. São encontradas populações no Vietname e em Laos.

## Estado de conservação
Esta espécie encontra-se listada como ameaçada pois houve um declíneo de 50% de sua população ao longo dos últimos 45 anos devido à perda de habitat (principalmente exploração madeireira e invasão agrícola) e caça.